# بلدرچین نواری
بلدرچین نواری (نام علمی: Philortyx fasciatus) نام یک گونه از تیره بلدرچین جهان جدید است.
بلدرچین به‌طور کلی به دسته از پرندگان گفته می‌شود که تقریباً اندازه کوچکی دارند و از ماکیان‌سانان هستند. به جرات می‌توان گفت این دسته از پرندگان معروف‌ترین و البته شناخته‌شده‌ترین نوع ماکیان سانان در کره زمین هستند، بلدرچین جثه کوچکی دارد و زندگی بر روی زمین را ترجیح می‌دهد، البته این پرنده می‌تواند به اندازه‌ای نه چندان زیاد پرواز کند که بیشتر در حکم پریدن می‌باشد.

### زادآوری طبیعی بلدرچین
در زادآوری طبیعی بلدرچین تخم‌های نطفه‌دار توسط مرغ مادر جوجه کشی می‌شوند، مرغ مادر به‌طور غریزی شرایط مورد نیاز برای جوجه‌کشی تخم بلدرچین را برای جنین داخل تخم فراهم می‌سازد، این شرایط عبارتند: از میزان دما، رطوبت، چرخش و… که فاکتورهای اصلی در جوجه‌کشی می‌باشند.

## تغذیه و خوراک بلدرچین
پرنده بلدرچین بیشتر از روی زمین و باغچه مواد غذایی خود را جمع‌آوری می‌نماید که شامل حشرات ریز، جنبندگان ریز، دانه‌ها و … می‌باشد.